# Revolta da Mealhada
Revolta da Mealhada foi uma revolta organizada por um grupo de oficiais milicianos, contra o Estado Novo, a 10 de outubro de 1946, e que estaria para ser acompanhada por um levante em Tomar. A 11 de outubro esta forma uma coluna de marcha, a partir do Regimento de Cavalaria N.º 6, da cidade do Porto que é detida na Mealhada. Quem a comandava era o tenente Fernando Queiroga, participando, entre outros, Fernando Pacheco de Amorim e esta tinha a coordenação de José Mendes Cabeçadas.
O julgamento ocorre em março de 1947, sendo defensores dos revoltosos Amílcar Ramada Curto, Vasco da Gama Fernandes, Adelino da Palma Carlos e Abranches Ferrão.